# Eugenio Sbarbaro
Eugenio Sbarbaro (ur. 26 czerwca 1934 w Belpiano di Borzonasca we Włoszech) – duchowny katolicki, arcybiskup, emerytowany nuncjusz apostolski.

## Życiorys
11 czerwca 1960 otrzymał święcenia kapłańskie i został inkardynowany do diecezji Guastalla. W 1966 rozpoczął przygotowanie do służby dyplomatycznej na Papieskiej Akademii Kościelnej.
14 września 1985 został mianowany przez Jana Pawła II nuncjuszem apostolskim w Zambii i Malawi oraz arcybiskupem tytularnym Tiddi. Sakry biskupiej 19 października 1985 r. udzielił mu ówczesny Sekretarz Stanu - kard. Agostino Casaroli.
Następnie reprezentował Stolicę Świętą w regionie Małych Antyli (1991-2000). 26 kwietnia 2000 został przeniesiony do nuncjatury w Belgradzie, gdzie na skutek zmian politycznych był kolejno nuncjuszem w Jugosławii, Serbii i Czarnogórze oraz w Serbii. 8 sierpnia 2009 przeszedł na emeryturę.